# Station Nantiat
Station Nantiat is een spoorweghalte in de Franse gemeente Nantiat.